# Mohamed Rachid Mouline
Mohamed Rachid Mouline est né le 10 mars 1918 à Rabat et mort le 2 août 2001[réf. nécessaire], il a été Ministre d’État chargé de la Fonction publique sous le Gouvernement Bekkay Ben M'barek Lahbil lors du remaniement du 26 octobre 1956. Lors de la présidence du conseil par le feu le Roi Hassan II, nommé Ministre d’État chargé de l’Éducation nationale.

## Sources
1. ↑  Historique des gouvernements Marocain